# Klimatisierung von Schiffen

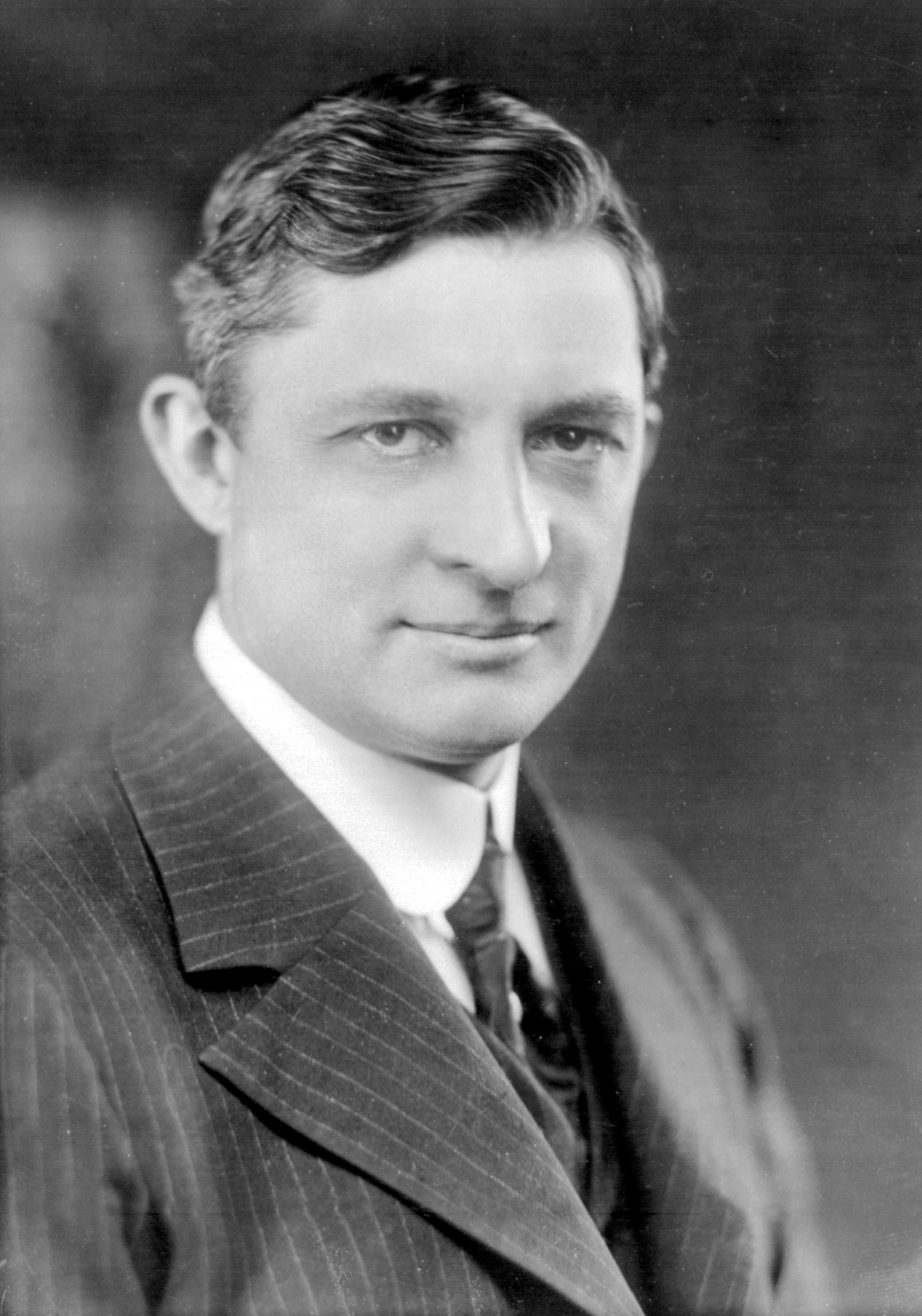
Willis Carrier erhielt 1906 sein Patent zur Temperatur- und Feuchteregelung der Luft

Etwa seit 1820 werden in der Schifffahrt dampfbetriebene Lüfter genutzt, anfangs als Kesselgebläse und später für die Raumbelüftung. Mit der Einführung von Passagierschiffen wurde der Luxus schrittweise erhöht, nach der Erfindung der Kältemaschinen wurde die Luft auch gekühlt und nach 1906 sogar be- und entfeuchtet.

## Einführung
Die klima- und lüftungstechnischen Verhältnisse auf Seeschiffen haben, unabhängig vom Typ des Schiffes, nachhaltigen Einfluss auf das Wohlbefinden der Besatzung, den empfundenen Komfort bei Passagieren sowie den störungsfreien Betrieb von Maschinen, Systemen und Anlagen.

## Vorschriften

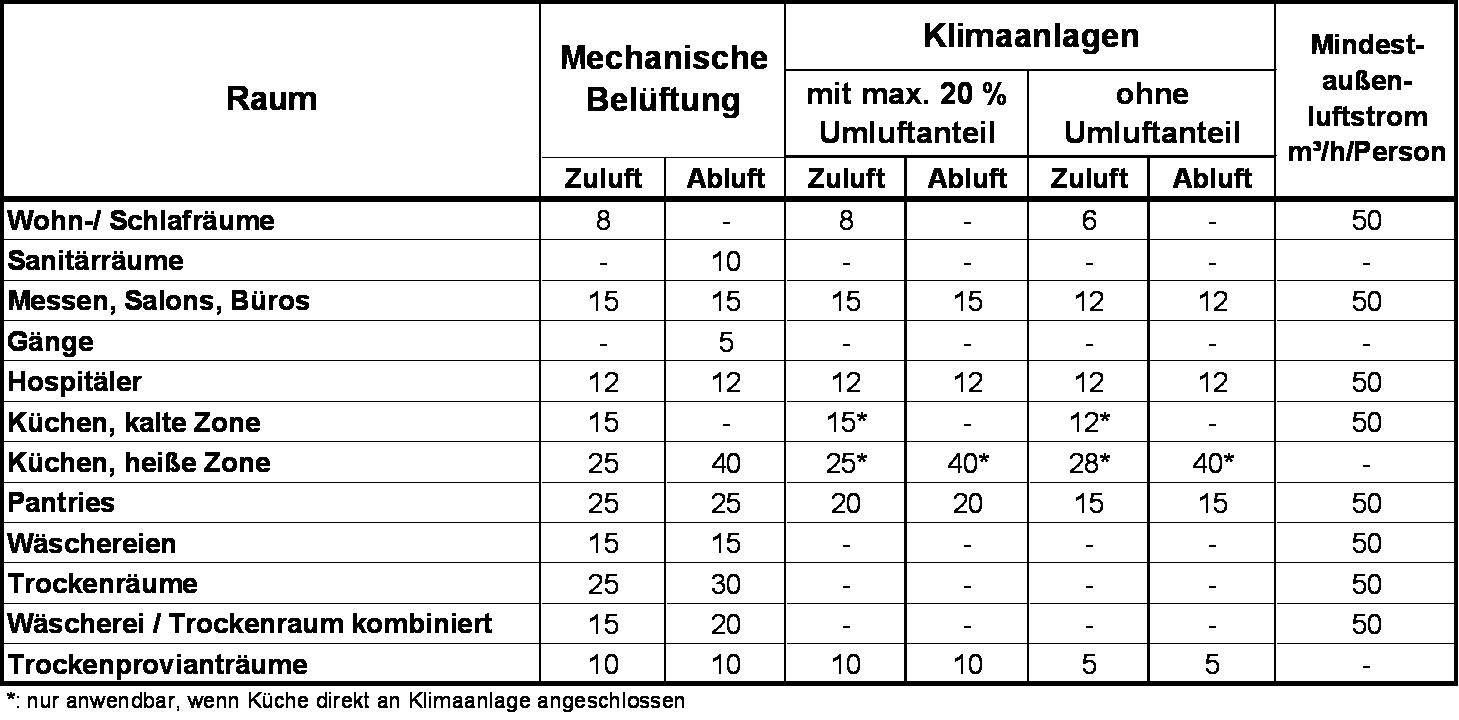
Auslegungsdaten zur Klimatisierung von Schiffen

Schiffe unter deutscher Flagge unterliegen den Bestimmungen einer der anerkannten Klassifikationsgesellschaften, der Berufsgenossenschaft für Transport und Verkehrswirtschaft (BG-Verkehr) sowie des Bundesamts für Seeschifffahrt und Hydrographie (BSH).
Klima-/Lüftungssysteme müssen innerhalb der Feuerzonen bzw. wasserdichten Abteilungen als autarke Systeme projektiert werden.

## Aufbau von Schiffsklimaanlagen
Kernkomponente jeder Klimaanlage ist das Zentralgerät, in dem die Behandlung und Einstellung der Zuluft - Parameter geschieht. Auf neuen europäischen Schiffen werden heute fast nur noch modular aufgebaute Einheiten eingesetzt. Sie besteht aus
- Mischkammer, hier wird Frischluft und Rückluft gemischt. Für die Besatzung wird 100 % Frischluft und keine Umluft verwendet (Vorschriften)

- Filter zur Luftreinigung von Schmutz und Staub

- Vorwärmer, Winterbetrieb, Heizmedien können Warmwasser (Temperatur 80–90 °C), Thermalöl, Dampf oder elektrische Heizstäbe sein

- Luftkühler / Luftentfeuchter: Die gefilterte Luft gelangt in den Luftkühler, Abkühlung auf Temperaturen von ca. 12–14 °C. Dabei findet eine Entfeuchtung statt. Das Kondensat wird unter dem Kühler aufgefangen und dem Drainagesystem des Schiffes zugeführt.

Bei dem Luftkühler unterscheidet man den direkten und indirekten Kälteprozess.
- Direkt: das Kältemittel verdampft direkt im Luftkühler (Frachtschiffe).
- Indirekt: Kaltwasser wird dem Kühler mit einer Eintrittstemperatur von 6–7 °C zugeführt. Abkühlung des  Kaltwassers im Verdampfer (Fährschiff, Kreuzfahrer)

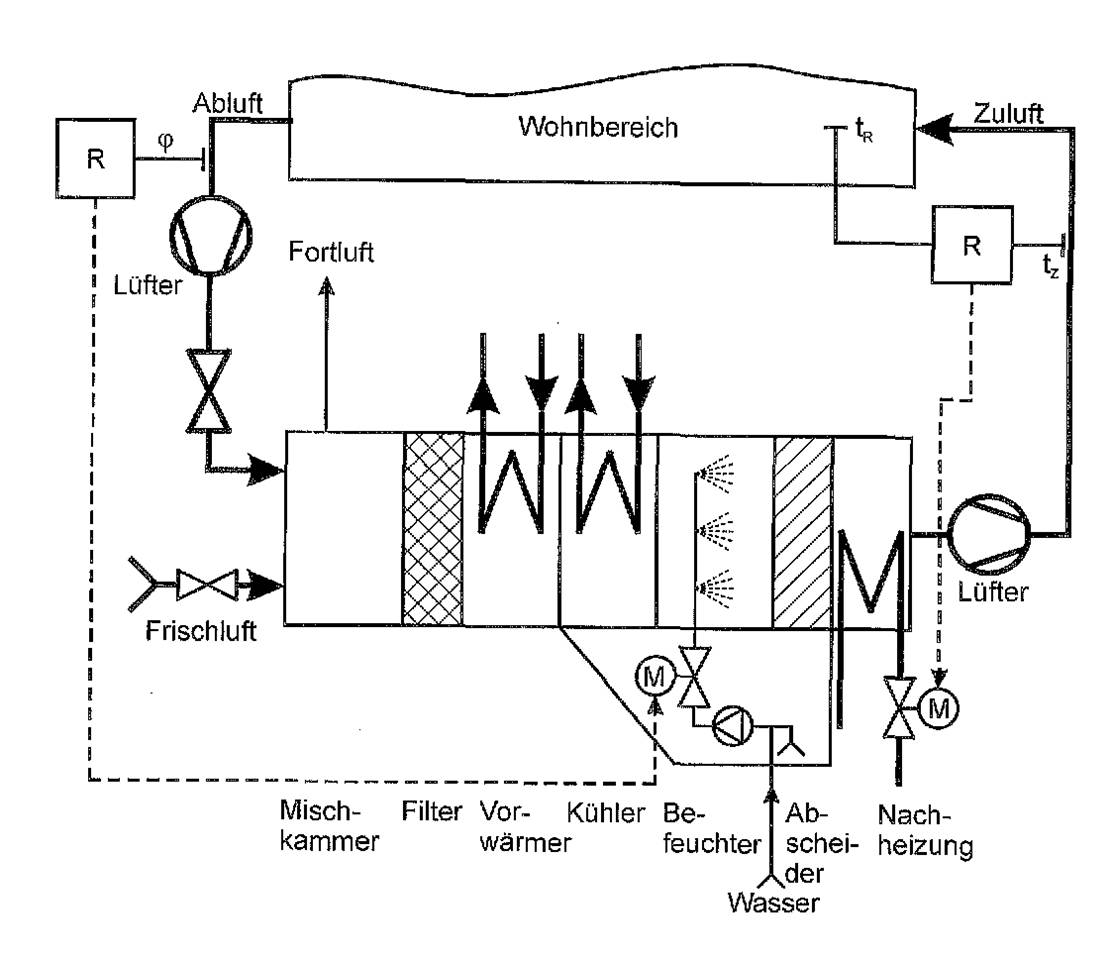
Schematische Darstellung einer typischen Klimaanlage auf Handelsschiffen

- Befeuchter: Die Luft nach Vorwärmer hat eine relative Feuchte von ca. 20–30 %, eine Anreicherung mittels Wasserdampf oder Sprühbefeuchtung auf 50–60 % ist notwendig. Aus hygienischen Gründen ist die Wasserdampf-Befeuchtung vorzuziehen

- Wasserabscheider: Dieser scheidet aus dem Luftkühler mitgerissene oder von der Luftbefeuchtung herrührende Wassertropfen ab.

- Nachheizung nur bei Kühlbetrieb

- Lüfter: Der vorwiegend als Radialtyp ausgeführte Lüfter ist das einzig bewegte Teil des Klimagerätes. Antrieb von einem Elektromotor (meistens frequenzgeregelt oder polumschaltbar)

- Verteilerkammer: Der den Lüfter verlassende Luftstrom wird in der Verteilerkammer den einzelnen Zuluftkanälen (Anzahl je nach Schiffsgröße) zugeführt.

Neben den vorgenannten Standardbauteilen kommen bei Bedarf Optionen hinzu:

Schematische Darstellung eines Wärmerades

- Aktivkohlefilter, bei starker Geruchsbeladung des Zuluftstromes können Aktivkohlefilter vor der Luftkühler/-erhitzer-Kombination eingebaut werden.

- Wärme-Rückgewinnung: Zur Energieeinsparung werden teilweise Wärme-Rückgewinnungsanlagen eingebaut (Regenerator, Wärmerad).

## Ein- oder Zweikanalanlagen
Ein-Kanal-Anlage mit elektrischer Nacherhitzung und Wärmerückgewinnung
Ein Luftkanal wird vom zentralen Klimagerät zu den Luftaustritts-Öffnungen in den Räumen geführt. Somit fällt die gesamte notwendige Luftbehandlung (Filterung, Luftkühlung /-erwärmung, Befeuchtung) im Zentralgerät an. In den Austrittsgeräten in den Kabinen wird der Volumenstrom geregelt und kann eine elektrische Nacherhitzung erfolgen. Damit erhält jeder Raum einen variablen Volumenstrom sowie in engen Grenzen eine Nachregelung der Temperatur.

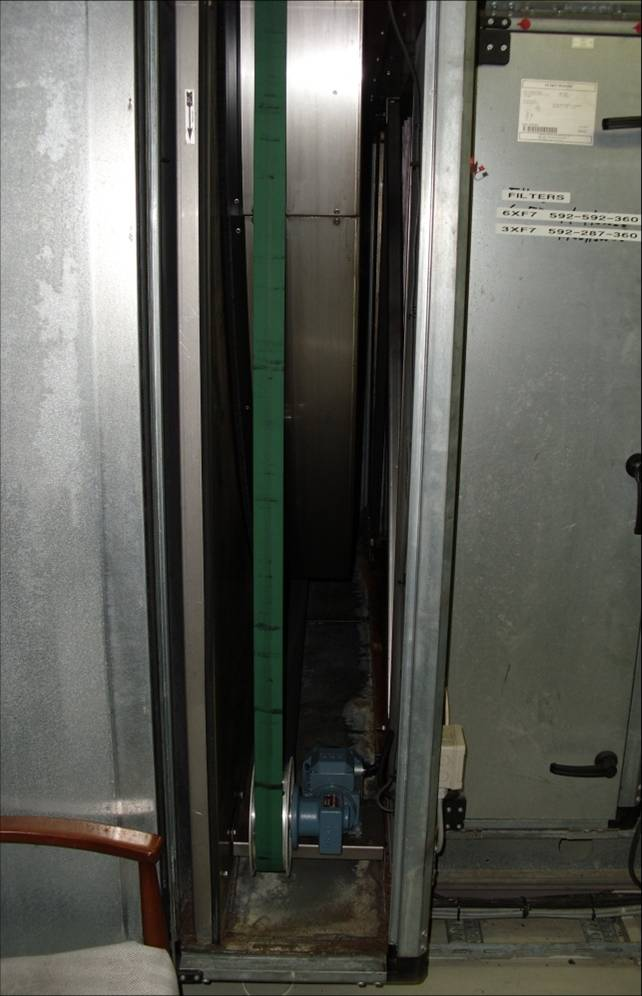
Antrieb Wärmerad

Die Abluft  wird über die Korridore (und Treppenhäuser) aus den der Kabinen  angesaugt und als Umluft der neu zugeführten Frischluft beigemischt.
Die Abluft  der Sanitär- und Küchenbereiche wird gesondert und  nach außen abgeführt.
Zwei-Kanal-Anlage mit Umluftanteil
Zwei getrennte Luftstränge (je einer für Kalt- und Warmluft) versorgen die Räume.
Die Grundkonditionierung erfolgt im Zentralgerät. Der Warmluftstrom erfährt durch einen Nacherhitzer eine zusätzliche Temperaturerhöhung und der Kaltluftstrom fließt direkt zu den Austrittsgeräten. Im Austrittsgerät werden dann Warm- und Kaltluftstrom gemischt.

## Klimaanlagen auf Passagier- und Fährschiffen

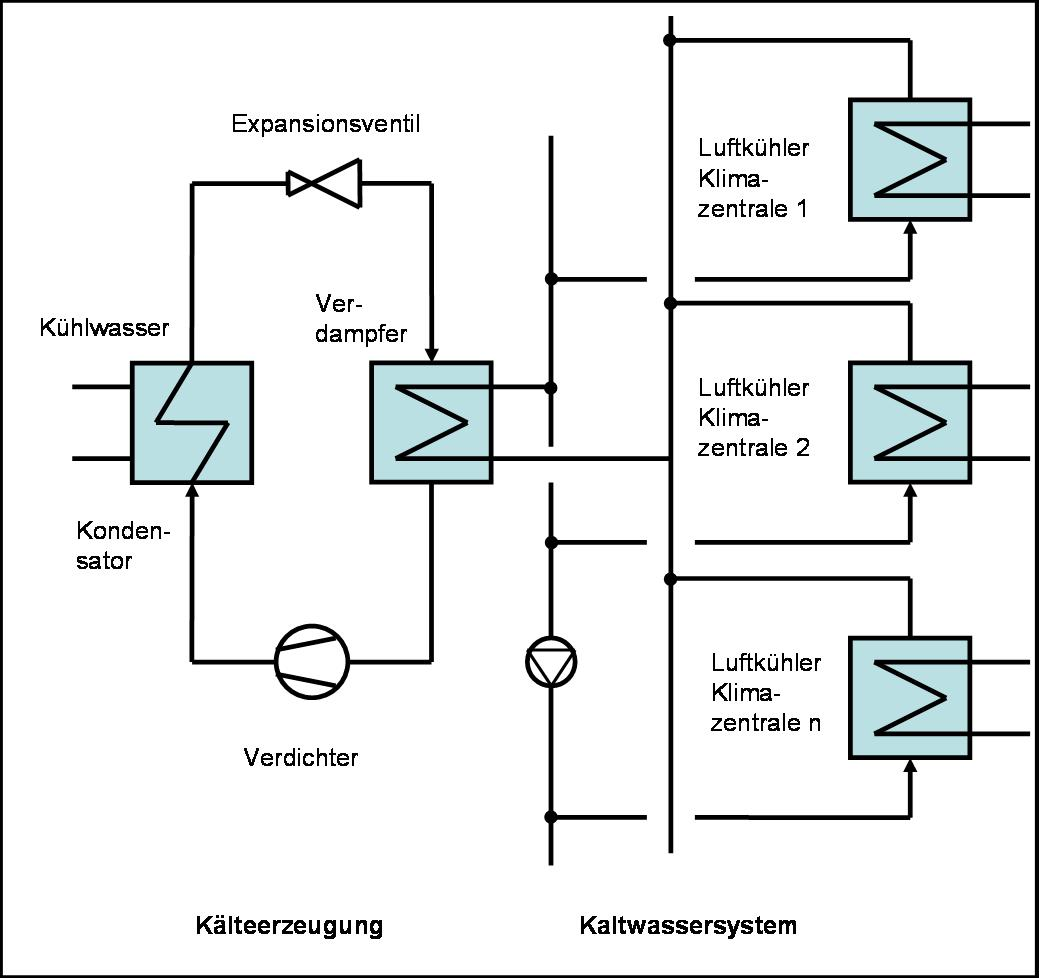
Indirektes Klimasystem für Passagier- und Fährschiffe

Passagier- und Fährschiffe haben im Vergleich zu Handelsschiffen einen höheren Grad an Komfort. Dies erfordert ein höheres Maß an technischem Aufwand insbesondere bei der Systemregelung. Prinzipiell stehen auch die bei Handelsschiffen verwendeten Systeme zur Verfügung. Resultierend aus den Nachteilen der Ein- und Zwei-Kanal-Anlagen hat sich in den letzten Jahren beim Bau großer Kreuzfahrtschiffe eine dritte Variante, die Fan-Coil-Anlage entwickelt.
Fan-Coil-Anlage
Dieser Anlagentyp beruht auf dem Prinzip der Dezentralisierung der Luftkonditionierung. Im Klima-Raum wird über deutlich kleinere Zentralgeräte eine Vorkonditionierung (Filterung, Luftkühlung/-erwärmung, Befeuchtung) durchgeführt. Diese Luft gelangt über ein Ein-Kanal-System in die Räume. In jedem Raum befindet sich statt der üblichen Austrittsgeräte ein Fan-Coil-Gerät, welches die Luft lokal erwärmen und kühlen kann. Dieses besteht aus einem Filter für Sekundärluft, einem Luftkühler mit Regelventil, einem elektrischen Nacherhitzer und einem Ventilator (mindestens 3-stufig). Die Fan-Coil-Geräte sind entweder stehend in/an der Nasszelle oder liegend in der Kabinendecke montiert und besitzen einen Kondensat- sowie Kaltwasseranschluss. Die aus den Kanälen kommende Primärluft wird entweder druck- oder saugseitig zugemischt.

## Klimaanlagen mit direkter Kühlung
Bei Klimaanlagen für Frachtschiffe wird in der Regel mit direkter Kühlung gearbeitet, d. h. der Verdampfer befindet sich direkt im zentralen Klimagerät. Die Flüssigkeitskühlsätze für den Schiffsbetrieb bestehen aus einer Kompakteinheit mit folgenden Bauteilen:
Verdichter, Verdampfer, Ölkühler, Rohrleitungen und Armaturen, einer angebauten oder separaten Schaltanlage mit allen Regelfunktionen und angebauten oder separaten Kühlwasser- und Kälteträgerpumpen. Besonders für den Schiffsbetrieb kann von dieser Bauart abgewichen werden, um bei mangelnden Platzverhältnissen z. B. den Kondensator separat aufzustellen.

## Klimakälteanlagen mit indirekter Kühlung
Bei Klimaanlagen über ca. 400 kW und mehreren verzweigten Klimageräten oder beim Einsatz von Absorptionskälteanlagen bietet sich der Einsatz von zentralen Flüssigkeitskühlsätzen an. Als Kälteträger zur Versorgung der Klimakühlgeräte wird üblicherweise Wasser mit einer Vorlauftemperatur von ca. +6 °C gewählt.
Bei Temperaturen unterhalb von +5 °C bzw. wenn die Kaltwasserleitungen im Frostbereich verlegt werden, wird ein Schutz gegen das Einfrieren der Leitungen vorgenommen. Hierzu wird bei Temperaturen bis zu einer Frostsicherheit von – 20 °C Glykol verwendet, bei tieferen Temperaturen kommen spezielle Kühlsolen zur Anwendung. Dies spielt aber für den Klimakühlbereich keine praktische Rolle.

## Mechanische Verdichter
Als Verdichter kommen Kolbenverdichter, Schraubenverdichter und Turboverdichter
zur Anwendung.

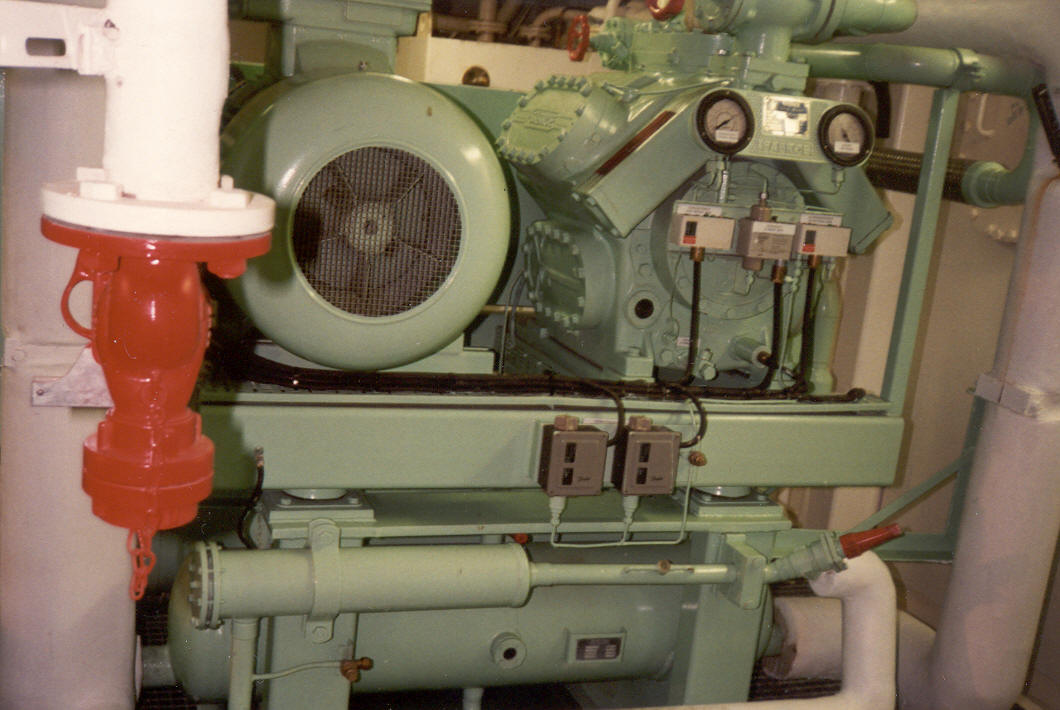
Kälteverdichter für die Klimaanlage eines Frachtschiffes

- Kolbenverdichter werden für kleine Leistungen eingesetzt (Frachtschiffe).
- Schraubenverdichter sind ab einer Leistung von ca. 50 kW bis hin zu einer Leistung von 4,5 MW erhältlich, werden vorwiegend für den mittleren Leistungsbedarf verwendet (Fährschiffe, Passagierschiffe).
- Turboverdichter werden für große und größte Leistungen eingesetzt (große Passagierschiffe). Magnetgelagerte Turbo-Verdichter sind noch recht neu und haben gute Marktchancen.

Kaltwassernetz
Für den Aufbau des Kaltwassernetzes kommen eine Reihenschaltung der Verdampfer mit einer gemeinsamen Pumpe, eine Parallelschaltung der Verdampfer mit einer gemeinsamen Pumpe oder eine Parallelschaltung der Verdampfer mit Einzel-Pumpen in Frage. Für Maschinenkontrollräume sowie für die nachträgliche Klimatisierung einzelner Räume, wie z. B. Messen, Salons usw., werden komplette anschlussfertige Klimaschränke verwendet.

## Absorptionskälteanlage

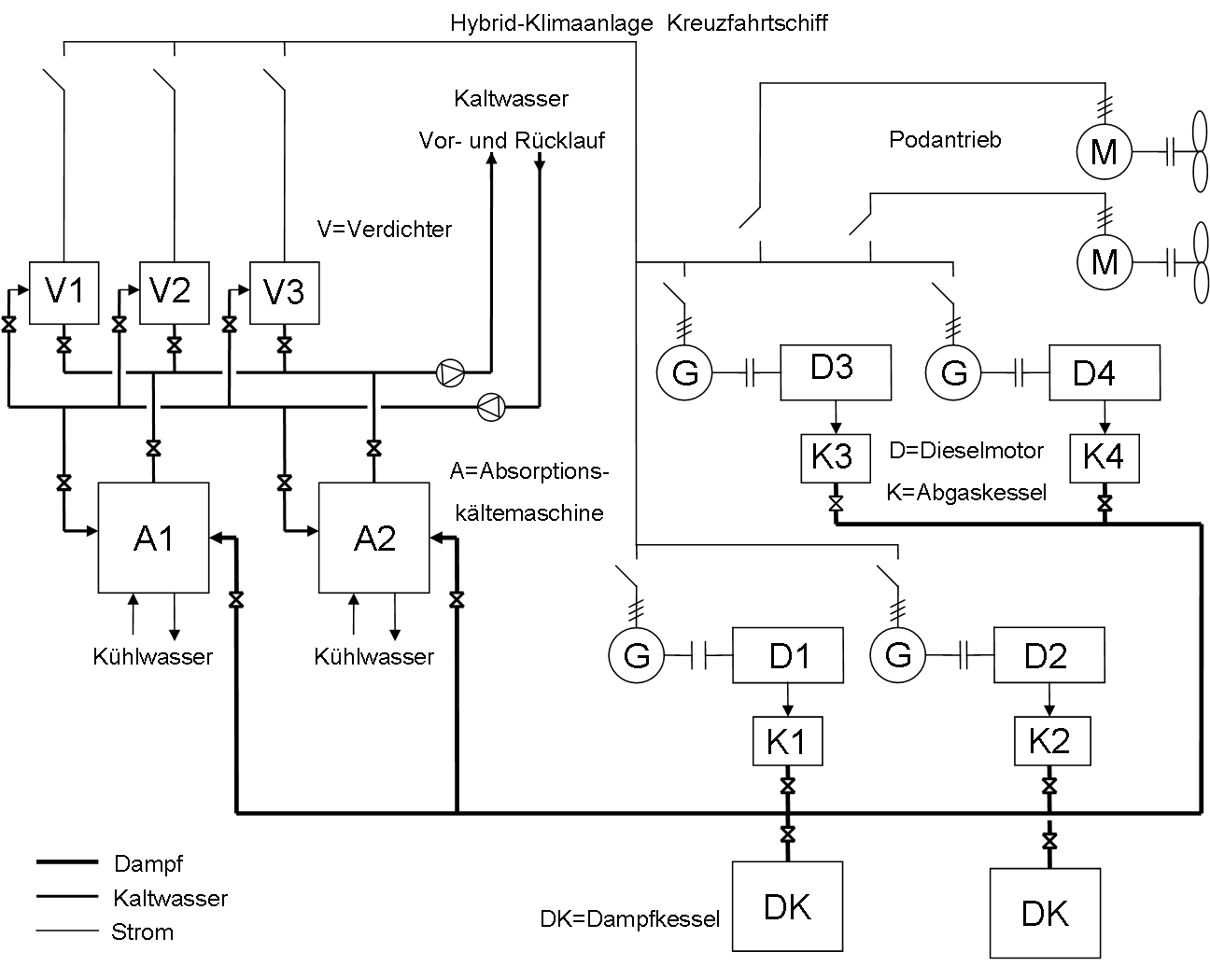
Hybridklimaanlage bestehend aus zwei Kälteanlagen (Verdichter- und Absorptionsanlage)

Bei Kompressionskälteanlagen erfolgt die Energiezufuhr in Form von mechanischer Energie im Kältemittelverdichter. In der Absorptionskälteanlage erfolgt die Energiezufuhr dagegen durch thermische Energie (Dampf aus dem Abgaskessel, heißes Kühlwasser) im Kocher.
Neben dem Kältemittel ist ein Absorptionsmittel erforderlich, das die Fähigkeit besitzt, den Kältemitteldampf aufzusaugen (zu absorbieren, Arbeitsstoffpaare). Das geschieht in einem zusätzlichen Bauteil, dem Absorber.
Absorptionskälteanlagen haben gegenüber Verdichterkälteanlagen einen höheren Energieverbrauch und damit einen schlechteren Wirkungsgrad. Dies ist kein Nachteil, wenn die Abwärme kostenlos zur Verfügung steht. Wenn die Abwärme, wie besonders auf dem Schiff, mit kurzen Wegen nutzbar wird, lässt sich viel Primärenergie und damit Kohlenstoffdioxid (CO2) sparen.
Zur Klimatisierung wird das Arbeitsstoffpaar Lithiumbromid/Wasser eingesetzt (das Arbeitsstoffpaar Wasser/Ammoniak wird für tiefe Temperaturen verwendet). Die Vorteile sind der geräuschlose Betrieb und die hohe Lebensdauer, da die Aggregate außer Kreiselpumpen keine mechanisch bewegten Teile und damit praktisch keine Verschleißteile enthalten. Voraussetzung für einen störungsfreien Betrieb ist allerdings eine sehr sorgfältige Verarbeitung beim Schweißen, Spülen und Füllen der Aggregate, damit es nicht zur Schlammbildung und Verstopfung im Rohrleitungssystem kommt.